# Patagioenas flavirostris
Patagioenas flavirostris là một loài chim trong họ Columbidae.